# 나그네는 길에서도 쉬지 않는다
《나그네는 길에서도 쉬지 않는다》는 이제하의 단편 소설이다. 현대문학을 통해 1985년 1월에 발표되었다. 이 소설은 개인의 삶의 한이 함몰되는 과정을 따라가는 작품이다.

## 같이 보기
- 이제하
- 나그네는 길에서도 쉬지 않는다 (영화)